# Rajon Sredets
Rajon Sredets (bulgariska: Район Средец) är ett distrikt i Bulgarien. Det ligger i kommunen Stolitjna Obsjtina och regionen Sofija-grad, i den västra delen av landet. 
Runt rajon Sredets är det i huvudsak tätbebyggt. Runt rajon Sredets är det tätbefolkat, med 849 invånare per kvadratkilometer.